# Музеї Тернопільської області
Музейна справа в Тернопільській області — створення, організація та розвиток музейних закладів у області.

## Музейна справа до II світової війни
Започаткована в місті Тернопіль на поч. 20 ст. з ініціативи товариства «Народна школа», при якому створено бібліотечно-музейну комісію (1907). У квітні 1913 відкрили 1-й у Тернопільському воєводстві Подільський музей товариства «Народна школа», від 1930 — Регіональний Подільський музей. 1939 його реорганізовано у 1-й державний музейний заклад — Тернопільський історико-краєзнавчий музей, до якого передано експонати музею товариства «Рідна школа» (працював у Тернополі від 1932).
Від початку 1900-х діяв також приватний музей старовини, який заснував В. Федорович у родинному маєтку в с. Вікно, нині Гусятинського району (знищили під час 1-ї світової війни російські війська).
У міжвоєнний період також функціонували музеї в містах Бережани, Заліщики, Кременець, Теребовля.

## У радянський час
Перші новостворені музеї радянської доби:
- Почаївський музей атеїзму як відділ обласного (нині — історико-худож. музей),
- меморіальний музей Соломії Крушельницької
- Велеснівський етнографічно-меморіальний музей Володимира Гнатюка (Монастириський район; підпорядк. обласному).

1978 в Тернополі створено картинну галерею (нині — ТОХМ).
За постановою РМ УРСР від 1 січня 1978 створено близько 400 громадських музейних закладів у всіх районах Тернопільщини, найкращі отримали статус державних й увійшли як відділи до ТОКМ.
До січня 2002 в його структурі працювали 19 рай. музеїв та Історико-меморіальний музей політв'язнів і репресованих (м. Тернопіль; донині — відділ ТОКМ).

## Сучасність

### Обласні
Нині в Тернопільській області діють 28 комунальних музеїв, із них 8 — обласного підпорядкування:
- Тернопільський обласний краєзнавчий музей,
- Тернопільський обласний художній музей,
- Борщівський краєзнавчий музей,
- Велеснівський етнографічно-меморіальний музей Володимира Гнатюка,
- Меморіальний музей-садиба Леся Курбаса (село Старий Скалат Підволочиського району),
- Меморіальний музей Богдана Лепкого (м. Бережани),
- Літературно-меморіальний музей Юліуша Словацького (м. Кременець),
- Музейний комплекс «Лемківське село» (м. Монастириська),
- Бібліотека-музей «Літературне Тернопілля».
- Музей національно-визвольної боротьби Тернопільщини.

### Районні
Інші музеї мають статус районних комунальних:
- Бережанський краєзнавчий музей,
- Бережанський музей книги,
- Бучацький краєзнавчий музей,
- Гусятинський краєзнавчий музей,
- Денисівський краєзнавчий музей (Козівський район),
- Заліщицький краєзнавчий музей,
- Копичинецький музей театрального мистецтва (Гусятинський район),
- Кременецький краєзнавчий музей,
- Теребовлянський краєзнавчий музей,
- Чортківський краєзнавчий музей,
- Шумський краєзнавчий музей.

### Меморіальні
меморіальні районні комунальні музеї:
- Соломії Крушельницької (с. Біла Тернопільського району),
- Леопольда. Левицького (село Бурдяківці Борщівського району),
- Олександра. Неприцького-Грановського (с. Великі Бережці Кременецького району),
- Уласа Самчука (с. Тилявка Шумського району),
- музеї «Зборівська битва» (м. Зборів),
- «Молотківська трагедія» (с. Молотків Лановецького району),
- Почаївський історико-художній музей.

### Громадські
Нині в області діють 140 громадських музеїв:
- 38 історичних,
- 14 краєзнавчих,
- 49 етнографічних,
- 16 меморіальних,
- 13 літературних,
- 10 мистецьких.

15 громадських музейних закладів мають звання «народний»:
- історії смт Коропець,
- історії смт Товсте Заліщицького району, сіл Ягільниця Чортківського і Стіжок Шумського районів та інші.